# خوسو
خوسو (انگلیسی: Josu؛ زادهٔ ۲۷ فوریهٔ ۱۹۹۳) بازیکن فوتبال اهل اسپانیا است.
از باشگاه‌هایی که در آن بازی کرده‌است می‌توان به باشگاه فوتبال اکسترمادورا و باشگاه فوتبال کرالا بلاسترز اشاره کرد.